# UMF Njarðvík
Le Ungmennafélag Njarðvíkur ou UMFN Njarðvík est un club omnisports islandais basé à Njarðvík, qui comprend une section football appelée Knattspyrna.

## Historique
- 1944 : fondation du club.

## Palmarès
- Championnat d'Islande D3
  - Champion : 1981, 2017, 2022